# Spieljoch
Das Spieljoch ist ein 2236 Meter hoher Berg im Rofan, einer Untergruppe der Brandenberger Alpen im österreichischen Bundesland Tirol. Der Gipfel liegt im west-östlich verlaufenden Hauptkamm des Rofangebirges. Seine Nordseite bilden steil abfallende, massige und zerklüftete Felspartien, seine westliche Flanke besteht aus steilen Schrofen und die Ostseite aus mit Schrofen durchsetzten Platten. Den Südabhang des Spieljochs bildet dagegen ein sanft geneigter Grasrücken. Nach Westen sendet der Berg einen ausgeprägten Grat aus.

## Umgebung
Das Spieljoch liegt im südwestlichen Bereich des Rofans und bildet einen herausragenden Punkt des hier west-östlich verlaufenden Hauptkamms. Benachbarte Berge sind im Verlauf des Westgrats der mit 2299 Metern höchste Berg des Rofans, die Hochiss, und, getrennt durch die Seekarlscharte auf etwa 2000 m Höhe, erhebt sich die 2261 Meter hohe Seekarlspitze. Nach Norden fällt das Spieljoch steil mit einer etwa 150 Meter hohen Nordwand hinunter in ein Kar westlich der Ampmoosalm (1784 m). Nach Süden flacht das Gelände sanft zu den Hochalmen in der Nähe der Erfurter Hütte ab. Nächstgelegener Ort ist im Süden Maurach am Achensee in etwa 4 Kilometer Luftlinie; gut 6 km im Norden liegt Steinberg am Rofan.

## Geologie
Siehe Artikel Hochiss

## Touristische Erschließung
Da das Gebiet durch seinen fruchtbaren Boden schon früh besiedelt wurde und von Süden her die Berge leicht zu ersteigen sind, gibt es keine Überlieferungen zu Erstbesteigungen. Ein dichtes Wanderwegnetz führt durch das Rofangebirge und das Spieljoch ist leicht von der Erfurter Hütte, auf 1831 Metern nördlich oberhalb von Maurach, aus zu erreichen. Der Normalweg (leichtester Anstieg) führt zunächst als einfacher Wanderweg Nr. 413 über den Hochleger der Mauritzalm in nördlicher Richtung bis unterhalb des Berges. Das letzte Stück zum Gipfel ist mit einigen Seilversicherungen ausgestattet, die Gehzeit beträgt laut Literatur etwa 1½ Stunden. Von der Seekarlscharte aus ist der Gipfel über einen versicherten Steig der Schwierigkeit A zugänglich, der Bestandteil des 2010 eröffneten  Achenseer 5-Gipfel-Klettersteiges ist.

## Klettern
Anspruchsvolle Kletterrouten gibt es, ähnlich wie bei vielen Rofangipfeln im Hauptkamm, in der etwa 150 Meter hohen Nordwand und über den Westgrat. 1906 wurde der aus brüchigem Fels und Schrofen bestehende Westgrat zuerst im Abstieg begangen, 1911 auch im Aufstieg. Durch die ebenfalls brüchige Nordwand führt seit 1940 eine Route mit dem Schwierigkeitsgrad UIAA VI+ in der Schlüsselstelle. Doch sowohl der Westgrat als auch die Nordwand werden auf Grund der Steinschlaggefahr nur noch selten begangen. Im Frühjahr sind Skitouren von der Erfurter Hütte aus auf das Spieljoch möglich.